# Janka Bryl
Janka Bryl (biał. Янка Брыль, właściwie Iwan Antonowicz Bryl, biał. Іван Антонавіч Брыль; ur. 22 lipca?/4 sierpnia 1917 w Odessie, zm. 26 lipca 2006 w Mińsku) – białoruski pisarz, tłumacz, wojskowy.

## Życiorys
Uczył się w polskiej szkole (ukończył 7 klas), po czym pracował na roli. Debiutował w 1938 na łamach pisma „Szlach moładzi”. Zmobilizowany w 1939 walczył po stronie polskiej w kampanii wrześniowej w obronie Gdyni (Oksywia). Dostał się do niewoli niemieckiej, z której w 1941 zbiegł. Wstąpił w szeregi sowieckiej partyzantki, współuczestniczył w redagowaniu pism podziemnych.
Tłumaczył na białoruski dzieła polskich pisarzy, m.in.: Tadeusza Różewicza, Marii Konopnickiej, Elizy Orzeszkowej, Ernesta Brylla, Iwaszkiewicza, Aliny Centkiewicz, Czesława Centkiewicza, Juliana Kawalca, Władysława Machejka, Wojciecha Żukrowskiego, Leona Kruczkowskiego. 
Był przewodniczącym Towarzystwa Przyjaźni Białorusko-Polskiej.

## Publikacje
- 1946 – Apawiadanni (wyd. Zbor tworau, 1967)
- 1953 – W Zabłociu świta
- 1968 – Miż tych palou... Pra ziamlu, szto natchniała Mickiewicza (wraz z U. Kalestnikiem)
- 1971 – Patrzeć na trawę
- 1974 – Świat daleki i bliski
- 1978 – Ja ze spalonej wsi (zbiór dokumentalny)
- 1979 – Witraże
- 1989 – Wartki Niemen

## Ordery i odznaczenia
- Order Wojny Ojczyźnianej II klasy
- Order Czerwonego Sztandaru Pracy (dwukrotnie)
- Order Przyjaźni Narodów
- Order „Znak Honoru”
- Odznaka honorowa „Zasłużony dla Kultury Polskiej” (1970)
- Odznaka honorowa „Zasłużonym Ziemi Gdańskiej” (1969)

## Nagrody i wyróżnienia
- Nagroda Stalinowska (1952)
- Nagroda im. Włodzimierza Pietrzaka (1972)
- Nagroda literacka ZAiKS-u dla tłumaczy (1974)[1]
- tytuł Ludowego Pisarza Białoruskiej SRR (1981)
- Nagroda Państwowej Białoruskiej SRR im. J. Kołasa (1982)[2]

## Upamiętnienie
W 2009 jego imieniem nazwano jedną z ulic w Gdyni.